# Глаубург
Глаубург (нем. Glauburg) — община в Германии, в земле Гессен. Подчиняется административному округу Дармштадт. Входит в состав района Веттерау. Население составляет 3112 человек (на 31 декабря 2010 года). Занимает площадь 12,67 км².
Община подразделяется на два сельских округа.